# 下一個天亮
下一個天亮（英題：The Next Dawn）は、台湾の歌手、郭静（クレア・クオ）の2枚目のオリジナルアルバムである。2008年5月9日に台湾の福茂レコードより発売された。

## 収録曲
1. 下一個天亮
2. 百分百
3. 大玩笑
4. 愛情訊息
5. 慢慢紀念
6. 不藥而癒
7. 回音
8. 知道
9. 界線
10. 感冒

## DVD
1. 下一個天亮 MV
2. 百分百 MV
3. 不藥而癒 MV
4. 大玩笑 MV
5. 知道 MV